# COMIC男爵
『COMIC男爵』（コミックダンシャク）は、日本の出版社・英知出版が1996年から2005年3月29日（5月号）まで刊行していたB5判、中綴じ仕様の成人向け漫画雑誌。通巻105号。
編集はネオ出版が行なっていた。英知出版が業績不振で2005年に事業整理を行った為に2005年5月号を以て廃刊となり、同じネオ出版発行の後継誌『COMICダンガン』がマイウェイ出版より創刊されたものの僅か4号を発行したのみで2005年内に廃刊となっている。なお、2011年12月にホビージャパンが同名のウェブコミック誌『コミック・ダンガン』をオープンしているが、連載作品・編集スタッフのいずれも『COMICダンガン』とは無関係である。

## この雑誌で執筆した主な作家
- あまの・よ〜き - 通巻37号から100号まで（一部代理アリ）表紙イラストを担当していた[2]。
- きのした黎
- 三月春人
- ラッシャーヴェラク - 通巻1号から36号までの表紙イラストを担当していた。